# Eucamerotus
Eucamerotus is een geslacht van plantenetende sauropode dinosauriërs, behorend tot de groep van de Titanosauriformes, dat tijdens het vroege Krijt leefde in het gebied van het huidige Engeland. De typesoort is Eucamerotus foxi.

## Vondst en naamgeving
In 1871 benoemde en beschreef John Whitaker Hulke zes wervels bij Brighstone Bay op Wight gevonden door William D. Fox als het geslacht Eucamerotus. Hulke gaf geen soortaanduiding. De geslachtsnaam is een samentrekking van het Klassiek Griekse eu, "wel", en Neolatijn camerotus, "van kamers voorzien", een verwijzing naar de "unieke schoonheid van de gewelfde ingang van het wervelkanaal". In 1880 verwees hij er nog andere wervels naar. Al de vondsten werden later, ook door Hulke zelf, verwezen naar andere taxa, zoals Ornithopsis hulkei, Bothriospondylus magnus, (identiek aan Chondrosteosaurus magnus) en Pelorosaurus. Hulke wees geen holotype aan en gebruikte de geslachtsnaam later als soortaanduiding van Ornithopsis eucamerotus voor BMNH 28362. Hulke vond zijn naam overigens veel beter dan Chondrosteosaurus of Ornithopis want die "waren gebaseerd op theoretische overwegingen, terwijl Eucamerotus gebaseerd was op de feiten" — Harry Govier Seeley had Ornithopis, "vogelgezicht", verzonnen als verwijzing naar een verwantschap met de vogels en Robert Owen Chondrosteosaurus om die relatie juist te ontkennen.
Nadat de naam aldus lange tijd volledig in onbruik was geraakt, deed William Blows haar in 1995 herleven door de typesoort Eucamerotus foxi te benoemen waarvan de soortaanduiding Fox eert. Blows wees ook een holotype aan: BMNH R2522, een wervelboog, en verder als paratypen BMNH R89, twee ruggenwervels, BMNH R90, eveneens twee ruggenwervels en BMNH R2524, een ruggenwervel van een jong dier. Verder werden toegewezen: BMNH R91, drie ruggenwervels; BMNH R2523 (gedeeltelijk), drie ruggenwervels; BMNH R406, voorste deel van een ruggenwervelcentrum; BMNH R708, een ruggenwervelcentrum; BMNH R94 (gedeeltelijk), stukken ruggenwervel; MIWG 5314, een ruggenwervelcentrum van een jong dier; MIGW 5125, het voorste deel van een ruggenwervelcentrum. Blows wees ook een gedeeltelijk skelet aan de soort toe: MIWG-BP001. Dit meer complete exemplaar, de zogenaamde Barnes High Sauropod, was een belangrijk motief om de naam te doen herleven maar de identiteit ervan met Eucamerotus is sterk omstreden gebleven, ook omdat het nooit beschreven is.

## Beschrijving
De wervels hebben een lengte van zo'n twintig centimeter wat wijst op een dier van ongeveer vijftien meter lang. De wervels hebben diepe zijdelingse uithollingen, pleurocoelen, die meer vooraan geplaatst zijn in de zijkant, daar het breedst zijn en naar achteren toe versmallen. Ze laten aan de onderkant nog maar een dunne beenrichel over. De wervelcentra zijn breed en afgerond met een vlakke onderkant. Ze zijn sterk opisthocoel: bol van voren en hol van achteren. De wervelboog is hoog met voor en achter grote uithollingen op de bovenkant. De doornuitsteeksels en zijuitsteeksels zijn voorzien van een groot aantal beenrichels. Het doornuitsteeksel heeft een verbrede bovenkant.

## Fylogenie
Henri-Émile Sauvage wees de soort in 1882 voor het eerst aan de Sauropoda toe. Alfred von Zittel verfijnde dat in 1911 verder tot de Morosauridae. Blows meende in 1995 dat het om een lid van de Brachiosauridae zou gaan. Andere onderzoekers stellen dat het ook om een lid van de Titanosauria kan gaan of dat de bepaling niet nauwkeuriger kan zijn dan een Sauropoda incertae sedis.